# Takuya Ōnishi
Takuya Ōnishi ( (大西卓哉?, Ōnishi Takuya); Nerima, 22 dicembre 1975) è un astronauta giapponese.
Nel 2016 ha partecipato alla missione di lunga durata Sojuz MS-01 (Expedition 48/49) a bordo della Stazione spaziale internazionale (ISS). Il 15 marzo 2025 è tornato nello spazio per la missione SpaceX Crew-10 (Expedition 73) durante la quale ha assunto il comando della ISS. È previsto che faccia ritorno sulla Terra l'8 agosto 2025, dopo 146 giorni di missione.

## Biografia

### Istruzione e primi lavori
Onishi si diplomò alla scuola superiore Seiko a Yokohama nel 1994. A marzo del 1998 conseguì una laurea in ingegneria aerospaziale all'Università di Tokyo. Nello stesso anno si unì alla società All Nippon Airways, all'aeroporto di Haneda, a Tokyo, dove svolgeva il ruolo di agente di check-in e assisteva i disabili nell'imbarco. Successivamente completò due anni di addestramento base di volo a Bakersfield, in California e un anno di addestramento avanzato a Tokyo. Nell'ottobre del 2003 venne promosso a co-pilota degli aerei Boeing 767, volando sia in percorsi nazionali che internazionali, fino a marzo 2009.

### Carriera di astronauta

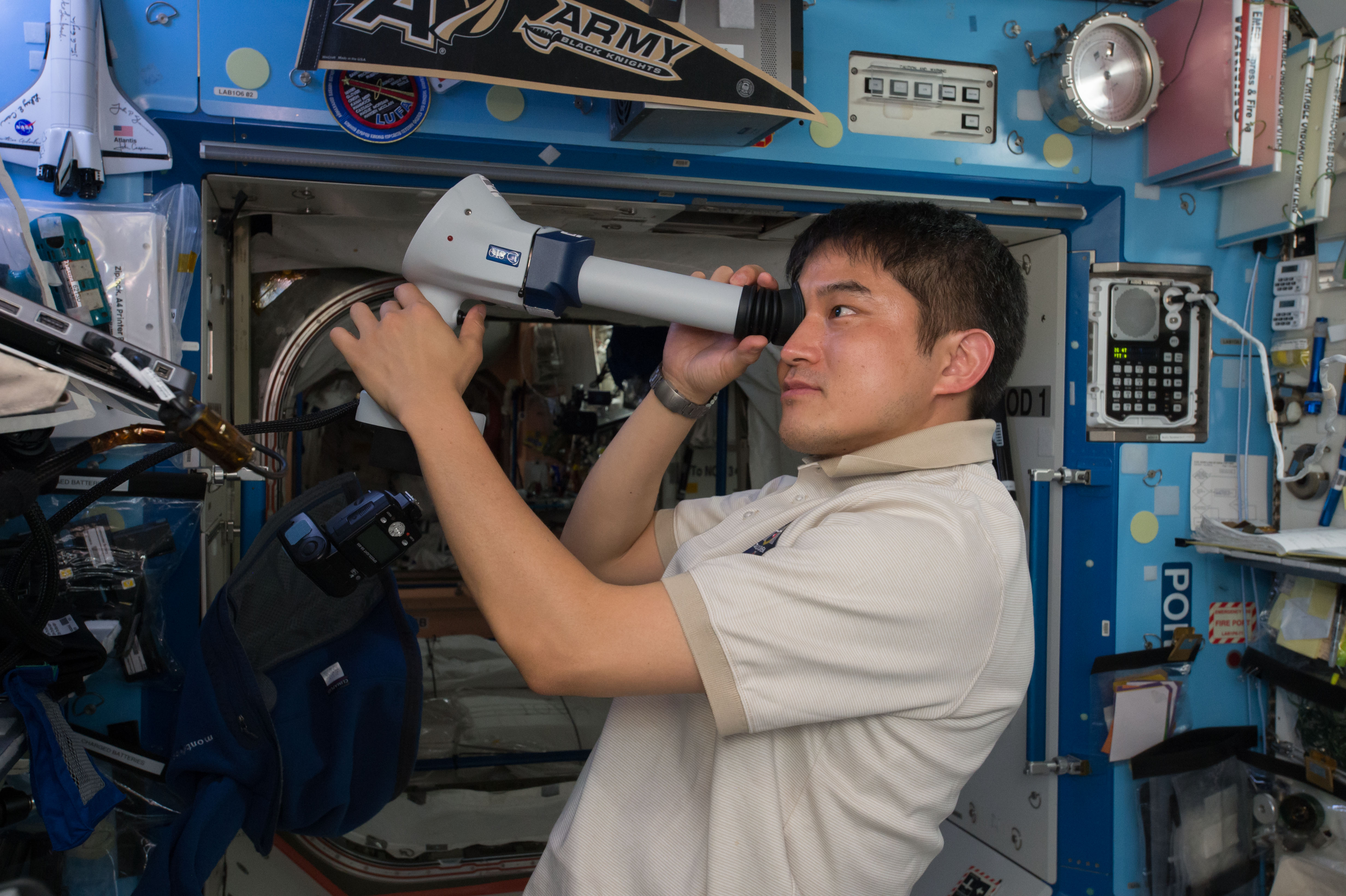
Onishi esegue un esame medico oculistico durante l'Expedition 49

A febbraio 2009 venne selezionato come candidato astronauta dalla Agenzia Spaziale Giapponese (JAXA) a cui si unì nell'aprile del 2009. Da quel momento sino a luglio 2009 seguì l'addestramento base della Stazione spaziale internazionale (ISS) tenuto dalla JAXA al Tsukuba Space Center, in Giappone iniziando in contemporanea i due anni di addestramento base alla NASA. L'addestramento NASA includeva briefing tecnici e scientifici, intense lezioni sui sistemi della ISS, simulazione di attività extraveicolari (EVA), robotiche, addestramenti psicologici, voli d'addestramento con l'aereo T-38 e addestramenti di sopravvivenza in acqua e nella giungla. Completò l'addestramento di base nel luglio 2011, venendo certificato ufficialmente come astronauta.
Ad ottobre 2011 partecipò alla missione analoga NEEMO 15, trascorrendo ininterrottamente sottacqua 13 giorni nel laboratorio Aquarius nel fondale di Key Largo, in Florida, a 19 metri di profondità con i colleghi astronauti Shannon Walker e David Saint-Jacques e con Steven Squyres.
Nel 2019 partecipò alla missione analoga di una settimana ESA CAVES, organizzato dall'Agenzia spaziale europea (ESA) con i colleghi astronauti Jeanette Epps, Joe Acaba, Alexander Gerst, Nikolaj Čub e Joshua Kutryk. Il corso si è tenuto nelle grotte italiane e slovene. Tra settembre e ottobre 2023 ha partecipato al corso di tre settimane ESA PANGAEA con i colleghi astronauti Thomas Pesquet e Jessica Wittner, svolgendo attività geologiche sul campo in Italia (Bletterbach canyon), Germania (Noerdlingen-Ries crater) e Spagna (Lanzarote).
Nel gennaio 2020 venne certificato come Direttore di volo dalla JAXA dove si occupò della gestione e operatività del modulo Kibo della ISS.

#### Sojuz MS-01 (Expeditions 48/49)
A febbraio 2015 venne assegnato alla missione Sojuz MS-01 (Expedition 48/49) con il comandante Anatolij Ivanišin e l'ingegnere di volo Kathleen Rubins, con partenza prevista per il 30 maggio 2016, poi rinviato.
Il 7 luglio 2016 partì per la sua prima missione, raggiungendo la ISS due giorni dopo. Quella missione fu la prima missione della versione MS del veicolo spaziale Sojuz. Durante la missione manovrò il braccio robotico della ISS (Canadarm2), diventando il primo astronauta giapponese a catturare la navetta Cygnus nello spazio. Per la maggior parte della missione condusse esperimenti scientifici per JAXA e altri partner internazionali. Il 18 agosto 2016 ricoprì il ruolo di Intravehicular crew member per l'EVA svolta dagli astronauti statunitensi Jeffrey Williams e Rubins.

#### SpaceX Crew-10 (Expedition 73)
Nel novembre 2023 venne assegnato alla missione di lunga durata SpaceX Crew-10 (Expedition 73) durante la quale era previsto che assumesse il comando della ISS. Il lancio era inizialmente previsto per il 12 marzo ma venne rinviato al 14 marzo per un problema idraulico alle strutture di Terra appena 44 minuti prima del lancio. Il 14 marzo 2025 la navicella Endurance lasciò la rampa di lancio 39A del Complesso di lancio 39 del Kennedy Space Center per raggiungere lo spazio a bordo di un lanciatore Falcon 9 Block 5. Dopo un viaggio di 29 ore, la navicella Endurance eseguì un docking automatico con il boccaporto anteriore di Harmony il 14 marzo 2025. Il 19 aprile ricevette dal comandante della ISS per seconda parte dell'Expedition 72, Aleksej Ovčinin, il comando per l'Expedition 73, che iniziò pochi giorni dopo con l'undocking della Sojuz MS-26 con a bordo Ovčinin. Ōnishi mantenne il comando della ISS per 107 giorni, fino al 5 agosto, pochi giorni prima di lasciare la ISS. L'undocking con la ISS previsto per il 7 agosto venne rinviato di un giorno per condizioni metereologiche sfavorevoli. La Crew-10 sarà la prima missione che ammarerà al largo delle coste californiane. 

## Vita privata
Gli piace pilotare gli aerei, suonare il saxofono, guardare film e fare escursionismo.